# Leandro Grimi
Leandro Damián Grimi (San Lorenzo, Santa Fe, 9 de febrero de 1985) es un exfutbolista argentino que jugaba de lateral izquierdo o defensa central.
Su expediente como futbolista comienza en Club Atlético Huracán, con el cual realizó las inferiores y debutó profesionalmente en el año 2004. Dos años más tarde sería transferido al Racing Club de Avellaneda, en donde lograría destacar en un equipo irregular marcando 1 gol en 11 partidos. 
En 2007 daría el salto a Europa, al ser adquirido por el Milan de Italia, con el cual lograría formar parte del plantel que se consagró campeón de la Liga de Campeones de la UEFA ese mismo año. También formaría parte del plantel que le ganó la final del Mundial de Clubes a Boca Juniors. Tras un paso a préstamo por el Siena, lograría llegar al Sporting de Lisboa en donde ganaría la Copa de Portugal y la Supercopa de Portugal. 
Tras un paso por el KRC Gent de la Primera División belga, regresa a su país natal para jugar con Godoy Cruz, en donde lograría un alto nivel. En 2014 regresa al Racing Club para consagrarse campeón del Torneo de Transición y convertirse en un estandarte del equipo titular. 
Tras un paso por Newell's Old Boys entre 2018 y 2020, regresa al club que lo vio nacer, Huracán, con el que pondría punto final a su carrera en febrero del 2022.

## Trayectoria

### Inicios y debut en Huracán
Grimi llegó a Huracán en el 2002, con 14 años recién cumplidos y dispuesto a quedarse a vivir en la pensión. Integraba un combinado de su ciudad y lo querían de varios clubes, pero un llamado a tiempo de Ariel Wiktor lo trajo al conjunto de Parque Patricios. A los 14 años de edad se une a Huracán. Allí debuta profesionalmente a los 18 años desempeñándose como marcador lateral izquierdo.

### Racing Club
En el 2006 es adquirido por Racing Club donde jugó 11 partidos y convirtió 1 gol, a Banfield en la derrota 3 a 2 por la fecha 13 del Apertura 2006.

### Milan
En enero del 2007 fue adquirido por el Milan de Italia. Jugó solamente 3 partidos y se consagró campeón de la Champions League 2006-2007.

### Siena
Es cedido por el Milan en el 2007 al Siena. Disputó 13 encuentros sin anotar goles.

### Sporting de Lisboa
En enero de 2008, llega a préstamo al Sporting de Lisboa. Disputó 20 partidos oficiales en su primer año (9 de la liga) y los Lions terminaron en segunda posición, ganando también la Copa de Portugal 2007-08, donde jugó los 120 minutos en la victoria por 2-0 ante el FC Porto en tiempo extra.
El 15 de julio de 2008, Milán anunció Sporting había adquirido a Grimi de forma permanente. Firmó un contrato de cinco años, el club de Lisboa pago los 2,5 millones€ más el 35% de una tasa de transferencia de futuro (Sporting también fue capaz de adquirir el 5% de los derechos del jugador de 200.000€ cada vez que se clasificó para la UEFA Champions Liga). Su cláusula de rescisión de mínima cuota ascendió a 25m€.
Después de la llegada de Evaldo Fabiano del SC Braga en el 2010, Grimi se convirtió en un jugador marginado en el Sporting, aparece en sólo cuatro partidos oficiales durante la temporada (2 en la liga, para un total de 253 minutos), luego dejó en el último día de transferencia paso al KRC Genk.

### KRC Genk
Luego pasa por el KRC Genk de Bélgica donde solo apareció en 7 partidos por el campeonato sin anotar goles. Luego decidió rescindir con el club belga y volvió a su país para firmar por Godoy Cruz.

### Godoy Cruz
Volvió a su país y fichó por El Tomba. Su primer gol lo marcó ante River Plate en la victoria 2 a 1, siendo el autor del empate. Luego anotó un gol ante Estudiantes de La Plata marcando el gol de la victoria 2 a 1. Frente a Belgrano de Córdoba marca otro gol de tiro libre (siendo este su primer gol de pelota parada) en otra victoria 2 a 1 volviendo a ser partícipe del segundo gol. Por el Torneo Final de 2013 marca el gol de la victoria ante Atlético de Rafaela mediante otra exquisita ejecución de tiro libre. 
Jugó 35 partidos y convirtió 4 goles siendo elegido como uno de los mejores refuerzos de los últimos tiempo en Godoy Cruz.

### Segunda etapa en Racing Club
En 2014 vuelve a Racing Club en donde en el partido frente a San Martín de San Juan (por Copa Argentina) asiste a su compañero Marcos Acuña. Tuvo una excelente actuación frente a River Plate en donde el diario Olé lo calificó con 9, siendo una pieza fundamental en defensa. El 14 de diciembre se consagra campeón con Racing luego de 13 años. El 13 de febrero de 2015 juega su primer partido en el nuevo campeonato de 2015. Es considerado como uno de los mejores laterales que La Academia tuvo en la última década. 
El 7 de agosto anota en un partido frente a Tigre en la Copa Argentina luego de un córner, dándole así la victoria por 2-1 a Racing Club. Volvió a anotar en la fecha 30 contra Crucero del Norte en la victoria 3 a 0 por el campeonato de 2015, siendo ese su tercer gol en el club. Ante Deportivo Cali marco su 4.º gol (el tercero desde su regreso) en el empate 2-2 por la Copa Libertadores 2016 . 
En el partido frente a Atlético Rafaela, el lateral debió abandonar el campo a los cuatro minutos. Se realizó los estudios pertinentes y los resultados indicaron que sufrió la rotura del ligamento cruzado anterior de la rodilla izquierda y deberá ser operado.
Jugó 108 partidos con 6 goles en La Academia (contando su paso por 2006).

### Newell's Old Boys
Ante la llegada de Eugenio Mena y de Eduardo Coudet, perdió su lugar en el once titular y decide cambiar de equipo en 2018, firmando por 4 años con la entidad rosarina.

### Retorno a Huracán
Con poco lugar y con lesiones por delante decide rescindir el contrato con la institución rosarina y firma para Huracán, volviendo a la institución que lo vio nacer, luego de 16 años. Frente a Atlético Nacional de Colombia (y en su primer partido en la vuelta al club) marcó un gol en el empate 1 a 1 por la Copa Sudamericana 2020 en donde se dislocó el hombro en diversas ocasiones.
El 18 de febrero de 2022, mediante un comunicado en sus redes sociales, decide ponerle punto final a su extensa carrera.

## Clubes
Actualizado al 28 de julio de 2021.
| Club               | País      | Año       | PJ  | Goles | Promedio |
| ------------------ | --------- | --------- | --- | ----- | -------- |
| Huracán            | Argentina | 2004–2006 | 67  | 10    | 0.15     |
| Racing Club        | Argentina | 2006      | 11  | 1     | 0.09     |
| Milan              | Italia    | 2007      | 4   | 0     | 0        |
| Siena              | Italia    | 2007–2008 | 13  | 0     | 0        |
| Sporting de Lisboa | Portugal  | 2008–2011 | 75  | 2     | 0.03     |
| KRC Genk           | Bélgica   | 2011–2012 | 7   | 0     | 0        |
| Godoy Cruz         | Argentina | 2012–2014 | 37  | 4     | 0.11     |
| Racing Club        | Argentina | 2014–2018 | 97  | 5     | 0.05     |
| Newell's Old Boys  | Argentina | 2018–2020 | 0   | 0     | 0        |
| Huracán            | Argentina | 2020-2021 | 20  | 1     | 0.05     |
| Total              | Total     | 2004-2021 | 331 | 22    | 0.07     |

## Palmarés

### Campeonatos nacionales
| Título                | Club        | País      | Año     |
| --------------------- | ----------- | --------- | ------- |
| Copa de Portugal      | Sporting    | Portugal  | 2007/08 |
| Supercopa de Portugal | Sporting    | Portugal  | 2008    |
| Primera División      | Racing Club | Argentina | 2014    |

### Campeonatos internacionales
| Título                | Club     | Sede   | Año     |
| --------------------- | -------- | ------ | ------- |
| UEFA Champions League | AC Milan | Atenas | 2006/07 |
| Mundial de Clubes     | AC Milan | Tokio  | 2007    |

### Distinciones individuales
| Distinción                                    | Año  |
| --------------------------------------------- | ---- |
| Miembro del equipo ideal de la Copa Argentina | 2015 |